# 裂叶重羽菊
裂叶重羽菊（学名：Diplazoptilon cooperi）是菊科重羽菊属的植物。分布于锡金以及中国大陆的西藏等地，生长于海拔4,100米的地区，一般生长在山坡灌丛中，目前尚未由人工引种栽培。

## 异名
- Dolomiaea cooperi (Anth.) Ling